# 云南罗汉果
云南罗汉果（学名：Siraitia borneensis var. yunnanensis）为葫芦科罗汉果属下的一个变种。

## 扩展阅读
- 維基物種上的相關：云南罗汉果